# Alchemilla orbiculata
La orejuela (Alchemilla orbiculata Ruiz & Pav) es una planta herbácea postrada perteneciente a la familia Rosáceae.

## Características
Es una planta herbácea perenne de hábitos terrestres con hojas orbiculares en roseta basal de márgenes aserrados, peciolo con vaina conspicua. La inflorescencia presenta pequeñas brácteas. El fruto es aquenio, ovoide- globoso.

## Distribución y hábitat
Se encuentra distribuido regiones de Mesoamérica y Sudamérica como México, Perú, Ecuador, Colombia, Bolivia, Venezuela.
La distribución altitudinal de esta especie empieza a los 1500 hasta 4000 m s. n. m.

## Estado de conservación
Se desconoce el estado de conservación de esta planta.

## Sinónimos
- Aphanes orbiculata (Ruiz & Pav.) Pers.[8]
- Lachemilla orbiculata (Ruiz & Pav.) Rydb.[8]